# آيت امحمد (أملاكو)
آيت امحمد هي إحدى مشيخات المملكة المغربية، تتبع جغرافيا لإقليم الرشيدية وإداريًا لأملاكو. يقدر عدد سكانها بـ 11447 نسمة حسب الإحصاء الرسمي للسكان والسكنى لسنة 2004.